# Phuttharaksa Neegree
Phuttharaksa Neegree (auch Phuttharaksa Neegree-Rodenburg, * 25. Februar 1974 in Mae Hong Son) ist eine thailändische Ruderin und vierfache Olympiateilnehmerin.

## Karriere
Phuttharaksa Neegree begann 1997 mit dem Rudern. Bei den Weltmeisterschaften 1998 belegte sie im Leichtgewichts-Einer den 18. Platz. Später im Jahr gewann sie in dieser Bootsklasse die Bronzemedaille bei den Asienspielen 1998. 1999 machte sie bei den Weltmeisterschaften einen Doppelstart im Einer und Leichtgewichts-Einer. Da die Finalrennen in den beiden Bootsklassen zu eng zusammen lagen, meldete sie das Finale im Einer ab. Im Leichtgewichts-Einer belegte sie den 15. Platz. Im Jahr 2000 qualifizierte sich Neegree für die Olympischen Sommerspiele 2000 in Sydney. Bei den Olympischen Sommerspielen belegte sie den 19. Platz im Einer.
Beim Weltcup in München belegte sie 2001 und 2002 den elften Platz im Doppelzweier mit Bussayamas Phaengkathok. Im Herbst 2002 gewann sie sowohl die Silbermedaille im Leichtgewichts-Einer als auch im Leichtgewichts-Doppelzweier mit Bussayamas Phaengkathok bei den Asienspielen 2002. Im Jahr 2003 wurden die beiden in der gleichen Bootsklasse 21. bei den Weltmeisterschaften. Ein Jahr später qualifizierte sie sich wieder für die Olympischen Sommerspiele. In Athen belegte sie den 22. Platz im Einer. 2005 startete sie wieder mit Phaengkathok im Leichtgewichts-Doppelzweier. Die beiden gewannen das C-Finale bei den Weltmeisterschaften, was in der Endabrechnung Platz 13 bedeutete. Bei den Weltmeisterschaften 2006 erreichte sie den zehnten Platz im Leichtgewichts-Einer. Zum Abschluss der Saison gewann sie zwei Bronzemedaillen bei den Asienspielen, im Leichtgewichts-Einer und mit Phaengkathok im Leichtgewichts-Doppelzweier. 2007 startete sie ebenfalls im Leichtgewichts-Einer bei den Weltmeisterschaften, trat aber im Halbfinale nicht an.
Nach einer längeren Pause startete sie bei den Weltmeisterschaften 2011 im Leichtgewichts-Einer und Leichtgewichts-Doppelvierer. Im Leichtgewichts-Einer belegte sie den 15. Platz, im Leichtgewichts-Doppelvierer den zehnten. Im April 2012 qualifizierte sie sich im Einer bei der Qualifikationsregatta in Chungju für die Olympischen Sommerspiele 2012. Bei den Olympischen Sommerspielen in London belegte sie den 17. Platz bei den Wettbewerben auf dem Dorney Lake.
2013 belegte sie den 15. Platz im Leichtgewichts-Doppelzweier mit Anita Whiskin bei den Weltmeisterschaften in Chungju, Südkorea.
Bei den Asienspielen 2014 in Incheon gewann sie mit Rojjana Raklao die Bronzemedaille sowohl im Doppelzweier, als auch im Leichtgewichts-Doppelzweier. 2015 nahmen die beiden im Leichtgewichts-Doppelzweier an den Weltmeisterschaften teil, wo sie den 25. Platz belegten. Etwas später gewann sie bei den Asienmeisterschaften in Peking die Bronzemedaille im Leichtgewichts-Doppelvierer.
2016 schaffte sie es erneut, sich bei der Asiatischen Qualifikationsregatta in Chungju für die Olympischen Sommerspiele 2016 zu qualifizieren. Beim Olympischen Ruderwettbewerb belegte sie den dritten Platz im E-Finale und damit den 27. Platz. Bei den Weltmeisterschaften belegte sie den 20. Platz im Leichtgewichts-Einer. Im September gewann sie mit Rojjana Raklao die Silbermedaille im Doppelzweier bei den Asienmeisterschaften in Jiashan.
2017 wurde sie erst neunte im Leichtgewichts-Doppelvierer bei den Weltmeisterschaften und gewann später im Jahr bei den Asienmeisterschaften im eigenen Land, in Pattaya, zwei Bronzemedaillen im Doppelzweier und Doppelvierer. Bei den Weltmeisterschaften 2018 gewann sie zusammen mit Matinee Raruen das D-Finale im Leichtgewichts-Doppelzweier, was am Ende Platz 18 bedeutete. Anschließend gewannen die beiden die Bronzemedaille in dieser Bootsklasse bei den Asienspielen 2018 hinter den Booten aus China und dem Iran. 2019 folgte ein 22. Platz bei den Weltmeisterschaften. Im Herbst gewann sie die Silbermedaille im Doppelvierer bei den Asienmeisterschaften.

## Internationale Erfolge
- 1998: 18. Platz Weltmeisterschaften im Leichtgewichts-Einer
- 1998: Bronzemedaille Asienspiele im Leichtgewichts-Einer
- 1999: 15. Platz Weltmeisterschaften im Leichtgewichts-Einer
- 2000: 19. Platz Olympische Sommerspiele im Einer
- 2002: Silbermedaille Asienspiele im Leichtgewichts-Einer
- 2002: Silbermedaille Asienspiele im Leichtgewichts-Doppelzweier
- 2003: 21. Platz Weltmeisterschaften im Leichtgewichts-Doppelzweier
- 2004: 22. Platz Olympische Sommerspiele im Einer
- 2005: 13. Platz Weltmeisterschaften im Leichtgewichts-Doppelzweier
- 2006: 10. Platz Weltmeisterschaften im Leichtgewichts-Einer
- 2006: Bronzemedaille Asienspiele im Leichtgewichts-Einer
- 2006: Bronzemedaille Asienspiele im Leichtgewichts-Doppelzweier
- 2011: 15. Platz Weltmeisterschaften im Leichtgewichts-Einer
- 2011: 10. Platz Weltmeisterschaften im Leichtgewichts-Doppelvierer
- 2012: 17. Platz Olympische Sommerspiele im Einer
- 2013: 15. Platz Weltmeisterschaften im Leichtgewichts-Doppelzweier
- 2014: Bronzemedaille Asienspiele im Doppelzweier
- 2014: Bronzemedaille Asienspiele im Leichtgewichts-Doppelzweier
- 2015: 25. Platz Weltmeisterschaften im Leichtgewichts-Doppelzweier
- 2015: Bronzemedaille Asienmeisterschaften im Leichtgewichts-Doppelvierer
- 2016: 27. Platz Olympische Sommerspiele im Einer
- 2016: 20. Platz Weltmeisterschaften im Leichtgewichts-Einer
- 2016: Silbermedaille Asienmeisterschaften im Doppelzweier
- 2017: 9. Platz Weltmeisterschaften im Leichtgewichts-Doppelvierer
- 2017: Bronzemedaille Asienmeisterschaften im Doppelzweier
- 2017: Bronzemedaille Asienmeisterschaften im Doppelvierer
- 2018: 18. Platz Weltmeisterschaften im Leichtgewichts-Doppelzweier
- 2018: Bronzemedaille Asienspiele Leichtgewichts-Doppelzweier
- 2019: 22. Platz Weltmeisterschaften im Leichtgewichts-Doppelzweier
- 2019: Silbermedaille Asienmeisterschaften im Doppelvierer